# Diocese de Viana do Castelo
A Diocese de Viana do Castelo (Dioecesis Vianensis Castelli) foi ereta em 3 de Novembro de 1977, por desmembramento da Arquidiocese de Braga. Esta é a mais recente diocese portuguesa. Viana do Castelo é uma diocese sufragânea da Arquidiocese de Braga.
Após o falecimento do anterior bispo diocesano D. Anacleto Oliveira, a diocese encontrou-se em Sede Vacante de 18 de Setembro de 2020 até 21 de Setembro de 2021, quando foi nomeado pelo Papa Francisco o presente Bispo-Eleito, D. João Lavrador, transferido da Diocese de Angra.

## História
Historicamente, na mesma área existiu, entre os Séculos XIV e XVI, a Administração Apostólica de Valença.
A Diocese de Viana do Castelo foi criada por Bula do Papa Paulo VI datada de 3 de Novembro de 1977. A sua jurisdição territorial corresponde ao Distrito de Viana do Castelo. Teve como 1º Bispo Diocesano o Arcebispo D. Júlio Tavares Rebimbas.

## Bispos de Viana do Castelo
|        | Nome                                    | Período   | Notas                  |        |
| Bispos | Bispos                                  | Bispos    | Bispos                 | Bispos |
| ------ | --------------------------------------- | --------- | ---------------------- | ------ |
| 5°     | João Evangelista Pimentel Lavrador      | 2021–     | Atual                  |        |
| 4º     | Anacleto Cordeiro Gonçalves de Oliveira | 2010–2020 |                        |        |
| 3°     | José Augusto Martins Fernandes Pedreira | 1997–2010 |                        |        |
| 2º     | Armindo Lopes Coelho                    | 1982–1997 | Nomeado Bispo de Porto |        |
| 1º     | Júlio Tavares Rebimbas                  | 1977–1982 | Nomeado Bispo de Porto |        |

## Arciprestados
A Diocese encontra-se dividida em 10 arciprestados: 
- Viana do Castelo
- Ponte de Lima
- Ponta da Barca
- Arcos de Valdevez
- Paredes de Coura
- Melgaço
- Monção
- Valença
- Vila Nova de Cerveira
- Caminha

## Escutismo
1. Escutismo nesta diocese: Região de Viana do Castelo